# Dr. Peacock
Pour les articles homonymes, voir Peacock et Dekker.
Dr. Peacock, de son vrai nom Steve Dekker (né en 1988), est un producteur et disc jockey néerlandais de frenchcore. Il est aussi producteur au travers du label Peacock Records. Il a participé aux scènes frenchcore de festivals comme Vive la Frenchcore, Syndicate, Decibel Outdoor, Defqon.1, Masters of Hardcore, Pandemonium, plus de 300 soirées et événements depuis 2010. Il est reconnu par la presse spécialisée comme l'un des grands du genre.

## Biographie

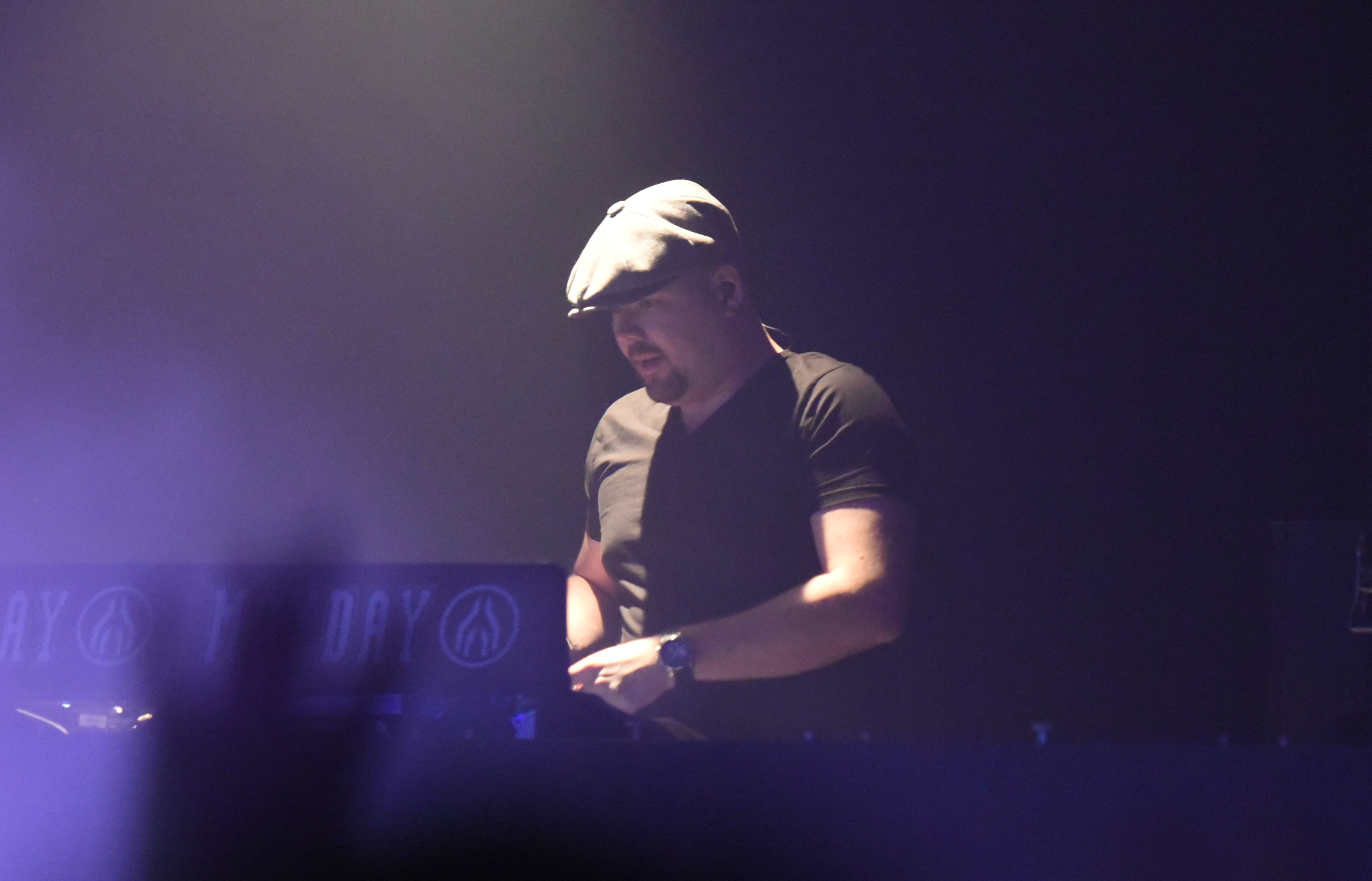
Dr. Peacock au festival Mayday, en 2019.

Steve Dekker est né en 1988 aux Pays-Bas, et a grandi dans le village de Limmen. Lors d'un entretien effectué avec Alive at Night en 2016, Dekker explique s'être initié à la techno hardcore en écoutant les anciennes compilations Thunderdome à l'âge de neuf ans. Il s'initie ensuite au mainstream hardcore, tandis que le genre se développe au milieu des années 2000. Il se forme au genre frenchcore en achetant des vinyles de The Speed Freak, The Sickest Squad, Psiko, et DJ Radium, ce dernier l'ayant attiré grâce aux reversed bass-kicks, qui lui rappelaient le genre early hardstyle, mais en plus rapide et avec plus de distorsions à la fin de chaque kick. Il commence à mixer à l'âge de 12 ans, puis organise quelques soirées à Limmen, et au club Innercore de Castricum.
Sa première participation à un événement s'effectue en 2010, lors du Beter Kom Je Niet à Culemborg, marquant le début de sa popularité. C'est cette même année qu'il commence à produire. En 2013, il décide de fonder son propre label discographique indépendant nommé Peacock Records,. Il participe à l'album The Deadfaced Dimension d'Angerfist en 2014.
En 2016, Dr. Peacock est invité à participer à des festivals de renom tels que Defqon.1, Dominator, Decibel, Q-Base, et Harmony of Hardcore. En décembre 2016, il est annoncé au Toxic Experience #2 du vendredi 17 février 2017. En avril 2017, il joue au Hard Factory, Centre des congrès d'Épinal. Le 6 mai 2017, il joue notamment avec Le Bask et Angerfist au festival Insane de Toulouse, en France. En octobre 2017, il participe à l'édition de Lucifer's Legions du festival Ghosttown.
Lors d'une interview, Dr. Peacock révèle souffrir d'acouphènes[réf. nécessaire] ; en 2012, il jouait après Angerfist dans une fête au nord des Pays-Bas, et est resté près des baffles pendant une heure. Ce qui l'oblige à porter constamment des protections auditives lors de ses concerts et mettre la musique à un niveau bas lorsqu'il la compose[réf. nécessaire].
En 2024, Dr. Peacock collabore avec la compositrice et productrice de musique électronique Hélène Vogelsinger dans une version frenchcore de la chanson Cognitive Dissonance de Kevin MacLeod.

## Style musical
Dr. Peacock est considéré comme le DJ ayant popularisé le frenchcore aux Pays-Bas, notamment au travers de ses participations aux événements « Vive la Frenchcore ». Cependant, l'artiste, comme il l'admet lui-même, n'est pas forcément apprécié des vieux fans de frenchcore. « Je sais que j'ai lancé un style totalement différent, et que les vieux aficionados des années 2002 à 2010 peuvent le haïr. J'ai sciemment changé le style parce qu'il fallait l'évolution du genre. À la base, j'ai fait mon propre ‘Peacock style’. »

## Discographie

### Album studio
- 2016 : Dr. Peacock - Trip Around the World
- 2018 : Dr. Peacock and Friends - Creme de la Core Album
- 2018 : Dr. Peacock - Acid Bomb
- 2022 : Dr. Peacock - Medication Time
- 2024 : Dr. Peacock - The Doc's Experiment - Proof 1
- 2024 : Dr. Peacock - The Doc's Experiment - Proof 2

### Singles et EP
- 2012 : Dr. Peacock and Friends (single)
- 2013 : Groundshaker (avec Brutal Jesters) (EP)
- 2013 : Hardsound Symphony (avec Subversion) (EP)
- 2013 : Out of my Fucking Mind (EP)
- 2014 : Italy (avec BrainCrash) (EP)
- 2015 : The Forgotten (EP)

### Hymnes
- 2013 : Vive La Frenchcore (Anthem 2013) - Dr. Peacock feat. Marcus Decks
- 2014 : Vive La Frenchcore (Anthem 2014) - Chrono, Zyklon, Repix, Hyrule War, Brutal Jesters, Dr. Peacock, Marcus Decks & The Sneiterheadz
- 2015 : Vive La Frenchcore (Anthem 2015) - Dr. Peacock & Repix feat. Para Italia
- 2016 : Vive La Frenchcore (Anthem 2016) - Dr Peacock & Mr. Ivex
- 2016 : Frenchcore Family (VLF Anthem 2016) - Dr. Peacock & The Sickest Squad feat. Da Mouth of Madness
- 2022 : Illusions of Times (Peacock in concert anthem) - Dr.peacock

### Indépendant
- Dr. Peacock & Sefa - This Life Is Lost
- Dr. Peacock - Rise of the Forgotten
- Dr. Peacock feat. Remzcore - Nothing Is Free
- Dr. Peacock & Crypton - Limitless
- Dr. Peacock & Maotai - End of the World
- Dr. Peacock & The Whistlers - The Lonely Shepherds
- Dr. Peacock & Para Italia - The Saints
- Dr. Peacock & Maissouille - Super Sayan